# NGC 6052
NGC 6052 este o interacțiune de galaxii situată în constelația Hercule. A fost descoperită în 1864 de către Albert Marth. Se află la o distanță de 70 de megaparseci de Pământ.